# أنطيوخس السرقوسي
أنطيوخس السرقوسي، مؤرخ يوناني اشتهر حوالي 420 ق.م. لا يُعرف سوى القليل عن حياته، بل أعماله التي لم يتبق منها سوى الفتات تتمتع بسمعة عالية بسبب دقتها. كتب تاريخ صقلية منذ البدايات حتى 424 ق.م والذي استخدمه ثوكيديدس، و استعمار إيطاليا الذي كثيراً ما أشار إليه سترابون وديونيسيوس الهاليكارناسي.